# Jean Valbert
Jean Valbert est le nom de plume de Jacques Camille Joseph Charrière, prêtre, officier, résistant, journaliste, aumônier scout et écrivain, né le 7 janvier 1912 à Besançon et décédé le 30 septembre 1994 dans la même ville.
Il fut l'un des auteurs piliers du Signe de Piste et le conseiller psychologique et religieux de la collection. Venu à l'écriture à la suite d'un défi lancé par ses scouts, il est l'auteur de quatre romans : Grand jeu ; Matricule 512 ; Les compagnons de la Loue ; Échec au Roi.

## Biographie
Né le 7 janvier 1912 au sein d'une famille de la bourgeoisie bisontine, son père médecin était résolument anticlérical et son milieu familial ne semblait pas le destiner à la prêtrise. Il fréquenta l'école publique puis le lycée Victor Hugo dont l’aumônier, l'abbé Jacques Flory, sera à l'origine de sa vocation. Après une licence d'histoire à Lyon et son service militaire, il entre en 1936 au séminaire des Carmes, à Paris.

### Seconde Guerre mondiale
Mobilisé en juin 1940, il fait toute la campagne avec le 60e régiment d'infanterie et il est le seul officier de ce régiment à n'être ni tué, ni blessé, ni fait prisonnier pendant les combats de la Somme. Démobilisé après l'armistice, il termine sa formation sacerdotale à Lyon et il est ordonné prêtre en avril 1942. À la rentrée scolaire de cette même année, Monseigneur Dubourg, le nomme professeur (français et histoire) au collège Saint-Joseph de Besançon.
En mars 1943, il rejoint la Résistance, il sera responsable, sous le nom de lieutenant Jean Valbert, d'un secteur qu'il connaît bien entre la Loue et le Lison. En 1944, il est, avec Jacques Jurquet et un autre résistant, l'un des trois hommes qui empêcheront l’exécution de 280 otages de la ville d'Ornans,.
Après l'arrivée des armées alliées, il intègre la 1re armée placée sous les ordres du général de Lattre de Tassigny et participe aux combats pour la libération de la Franche-Comté et de l'Alsace puis à la campagne d'Allemagne.
Plusieurs fois cité à l'Ordre de l'Armée, la fin de la guerre le voit chef de bataillon d'infanterie de réserve. Il est décoré de la médaille de la Résistance, de la croix de guerre 39-45 avec palmes et est chevalier de la Légion d'honneur.
Rentré à Besançon en 1945, monseigneur Dubourg le prend comme secrétaire et lui confie la direction du journal diocésain, l'hebdomadaire Cité fraternelle, fondé en 1944. Directeur et rédacteur en chef, il y publie régulièrement sous le nom de Jean Valbert, son pseudonyme dans la résistance, des contes et récits. Il restera à la tête du journal jusqu'à sa disparition, pour des raisons financières, en 1967.
Il est aumônier provincial Scouts de France de Franche-Comté dès 1947.

### Auteur du Signe de Piste
En 1952, également sous le pseudonyme de Jean Valbert, il publie dans la collection Signe de Piste (éditions Alsatia), son premier roman, Grand Jeu, trois autres suivront Les compagnons de la Loue, Matricule 512 puis Échec au Roi.
Après 1963, il lance les premières troupes et patrouilles libres des Scouts d'Europe à Besançon et à partir de 1975, il est aumônier du collège des Clairs Soleils à Besançon.
Cette même année 1975, il est l'un des trois membres fondateurs de l'Association "Les Amis du Signe de Piste", les deux autres sont ses compères Yves de Verdilhac, dit Serge Dalens et Pierre Lamoureux, dit Jean-Louis Foncine. Tous deux directeurs historiques de la collection « Signe de Piste » et de loin les auteurs les plus lus (huit millions d'exemplaires vendus à eux deux).
Jean-Louis Foncine a dit de lui : « Il n'attachait aucune importance aux biens matériels (sauf de-ci de-là à une bonne table ou un bon vin). Il était un bon pêcheur d'hommes. Il passait pour un meilleur pêcheur de truite encore, avec quelques ruisseaux d’Autriche, la Loue fut son paradis sur terre. »
L'Abbé Jacques Charrière décède à l'âge de 82 ans, le 30 septembre 1994. Fidèle à sa terre franc-comtoise, dans la vie comme dans la mort, il repose à Besançon, au cimetière des Chaprais, le quartier qui l'avait vu naitre.

## Œuvres
- (fr) Grand Jeu, 1952, Littérature de jeunesseSigne de Piste n°57 - Réédition : 1978, Nouveau Signe de Piste n°66
- (fr) Les compagnons de la Loue, Alsatia, 1954, Littérature de jeunesseSigne de Piste n°73 - Rééditions : 1974, Safari Signe de Piste n°75 - 1979, Nouveau Signe de Piste n°93 - 2011, Signe de Piste Delahaye n°9
- (fr) Matricule 512, 1958, Littérature de jeunesseSigne de Piste N°121 - Rééditions : 1976, Nouveau Signe de Piste n°35 - 1995, Signe de Piste Delahaye
- (fr) Échec au Roi, 1971, Littérature de jeunesseSafari Signe de Piste n°16 - Réédition : 2013, Signe de Piste Delahaye n°24

## Distinctions
- : officier de la Légion d'honneur
- : croix de Guerre 1939-1945
- : médaille de la Résistance [17]